# Rinorea uxpanapana
Rinorea uxpanapana är en violväxtart som beskrevs av T. Wendt. Rinorea uxpanapana ingår i släktet Rinorea och familjen violväxter. Inga underarter finns listade i Catalogue of Life.